# 고압산소요법

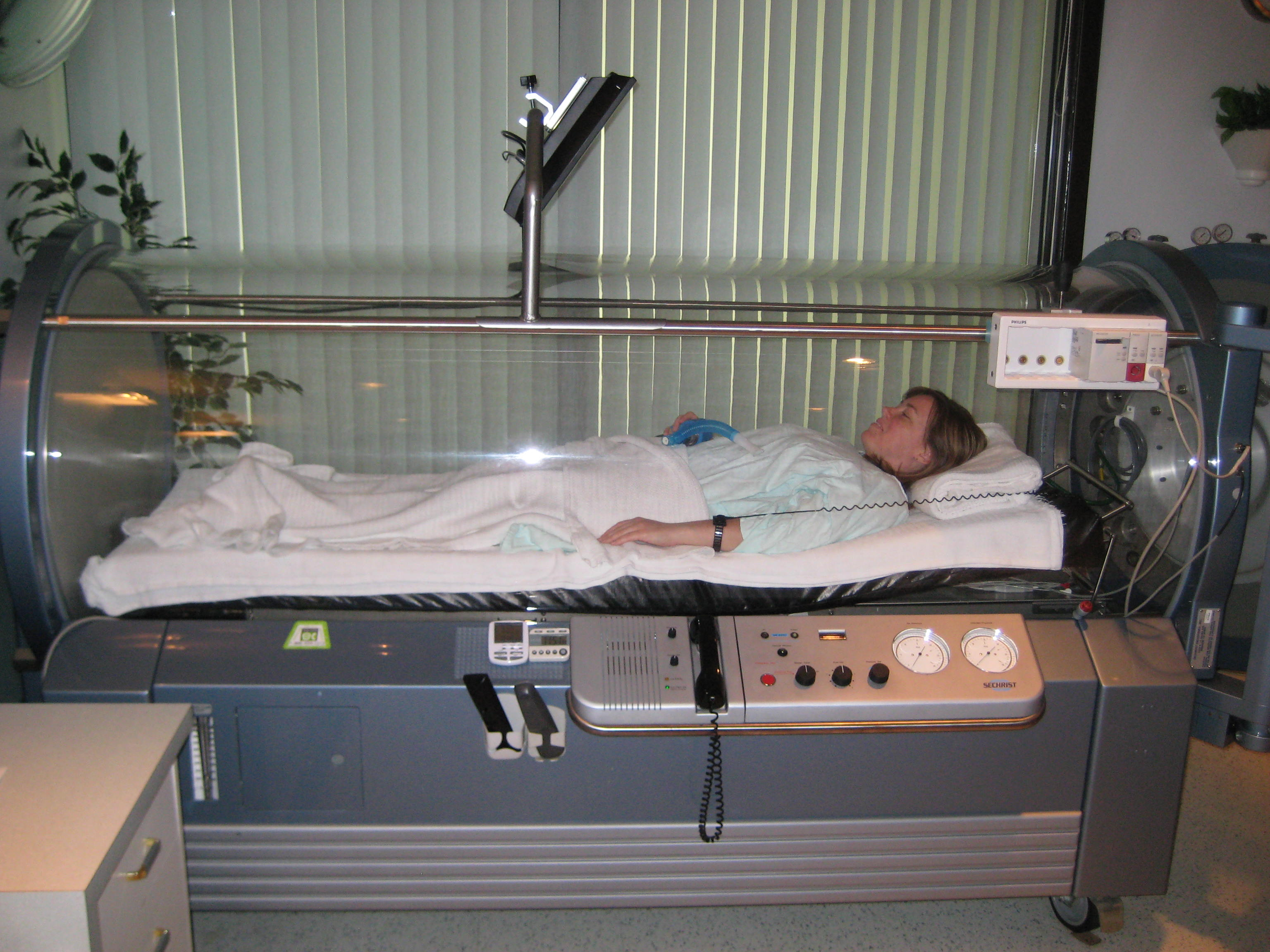

고압산소요법(高壓酸素療法, 영어: hyperbaric oxygen therapy)은 해수면 기압보다 더 큰 주위 압력이 필수 요소가 되는 치료이다. 기포의 부상 영향을 줄이기 위해 개발되었다. 고압산소요법에 필요한 장비는 딱딱하거나 유연한 구조로 된 여압실(pressure chamber), 100% 산소를 전달하는 수단으로 구성된다.
치료 재압축(Therapeutic recompression)은 챔버에서도 제공된다.